# The Boys & Girls Guide To Getting Down
The Boys & Girls Guide to Getting Down es una película de cine independiente dirigida por Paul Sapiano. The Boys & Girls Guide to Getting Down fue ganadora de cinco premios en el Los Angeles Film Festival 2006.
Presenta música original de Dirty Vegas, y Kava Kava.

## Argumento
Parte documental, parte narrativa, parte formato instructivot, The Boys & Girls Guide to Getting Down aspira a enseñar a los jóvenes sin experiencia sobre todas las cosas relacionadas con "llegar abajo", mientras también enseña algunas trampas relacionadas con el estilo de vida fiestero.

## Elenco
- Cricket Leigh como Bernice.
- Kat Turner como Kate.
- Selena Fara como Tiffany.
- Natalie Taylor como Sarah.
- Dominique Purdy como Jonny.
- Benny Ciaramello como Orlando.
- Steve Monroe como Bryce.
- Michael Fitzgibbon como Andy.
- Leyla Milani como Brittany.
- Jeff B. Davis como Marty.
- Juan Pacheco como Tony.
- Brendan McNamara como Calum.
- Davin Anderson como Peter.
- Justin Cotta como Eugene.
- Richard Blair como Daniel.
- Pete Czechvala como Robert.
- Navia Nguyen como June.
- C.C. Sheffield como Rebecca.
- Kate Gilbert como April.
- Greg Studley como Greg.
- Mario Diaz como John/Mario.